# Автошлях Т 0238
Автошля́х Т 0238 — автомобільний шлях територіального значення у Вінницькій області. Пролягає територією Козятинського та Хмільницького районів через Махнівка—Уланів. Загальна довжина — 47,3 км.

## Маршрут
Автошлях проходить через такі населені пункти:
| Автошлях Т 0238     |         |
| Вінницька область   |         |
| Козятинський район  |         |
| Махнівка            | E583М21 |
| Безіменне           |         |
| Молодіжне           |         |
| Хмільницький район  |         |
| Крижанівка          |         |
| Слобода-Кустовецька |         |
| Вишенька            |         |
| Великий Острожок    |         |
| Тараски             |         |
| Пагурці             |         |
| Уланів              | Р31     |